# Révo. cul. dans la Chine pop.
Révo. cul. dans la Chine pop. est un ouvrage formé essentiellement d'extraits de la presse des gardes rouges chinois et paru en France en 1974. Il a été dirigé par le sinologue Guilhem Fabre.

## Présentation
Composé à contre-courant à une époque où des écrivains et des intellectuels européens comme Roland Barthes, Philippe Sollers ou Maria-Antonietta Macciocchi citaient en exemple de progrès la Révolution culturelle chinoise, il avait pour objectif avoué de démonter les mythes entretenus sur celle-ci en exposant les discours publics qu'elle produisait.[réf. nécessaire]
Le titre, provocateur, constituait une manière de prendre ses distances par rapport à l'image communément acceptée. Le chroniqueur Delfeil de Ton s'amusera dans Charlie Hebdo de voir le journal Le Monde le nommer pour ses lecteurs Révolution culturelle dans la Chine populaire.
Avec Ombres chinoises (1974) et Les Habits neufs du président Mao (1971), deux critiques de la Révolution culturelle écrites par Simon Leys, ce livre était très apprécié des milieux situationnistes, adversaires résolus du maoïsme.

## Postérité
En 2008, le département « Philosophie, histoire et sciences de l'homme » de la Bibliothèque nationale de France proposa une sélection bibliographique sur la Révolution culturelle. Si, parmi les ouvrages retenus, se pressaient les écrits de Maria-Antonietta Macciocchi, Jean Daubier, Alain Peyrefitte, K.S. Karol, Han Suyin ou Alberto Moravia, par contre aucun des titres de Simon Leys concernant cette période ne fut retenu, ni aucun titre de la « Bibliothèque asiatique » du situationniste René Viénet, ni Révo. cul. dans la Chine pop..

## Sur les sources
Le livre commence par un chapitre intitulé Quand la Chine tremblera le monde s'éveillera, comportant :

« À force de renifler l'oignon des bureaucrates, les Gardes rouges ont fini par pleurer… Grâce à Leys, on sait que la Révo. cul. dans la Chine pop. se ramène essentiellement à un règlement de comptes au sein de la classe dirigeante. »

Le journaliste Francis Deron du Monde indique à propos des sources des Habits neufs qu'il s'agit : « Des démarquages de poncifs sur des feuilles de papier calque fournies par des services de propagande de Pékin eux-mêmes déboussolés.[...] En fait, Leys ne faisait que  lire sans lunettes déformantes la presse du régime et ses émanations, toutes bien assez éloquentes pour permettre de dresser de premiers constats. ». 
L'agence de presse catholique Églises d'Asie, indique que cette vision que donne de la Révolution culturelle Pierre Ryckmans, spécialiste de la littérature classique chinoise, est celle du père jésuite László Ladány, qui dirigeait, à Hong Kong, un centre recueillant et analysant les informations sur la situation en Chine à l'époque et qui professait, dans son bulletin hebdomadaire China News Analysis, que la révolution culturelle était « un conflit de personnes et une immense lutte pour le pouvoir ».
Simon Leys revendique, dès 1972, l'exhaustivité des sources utilisées. Dans la presse communiste chinoise, ce sont : Renmin Ribao (Le Quotidien du Peuple), Hong qi (Drapeau rouge), Jiefang jun bai (journal de l'Armée populaire de libération), Wenhui bao. Simon Leys utilise aussi les publications des Gardes rouges. Pour la presse de Hong Kong, il lit Da gong bao, journal officiel du régime communiste, Ming bao (Gauche indépendante), Xingdao ribao (droite)... Simon Leys cite aussi les sources des annexes, avec de nombreux documents relatifs à l'affaire Peng Dehuai. Pour les biographies, Simon Leys utilise le Biographical Dictionary of Républican China de Boorman, le Who's Who in communist China, Huang Zhenxia , Zhonggong junren zhi, China News Analysis,.